# Porella asperifolia
Porella asperifolia là một loài rêu trong họ Porellaceae. Loài này được Spruce mô tả khoa học đầu tiên năm 1885.